# Westborough and Dry Doddington
Westborough and Dry Doddington is een civil parish in het noordwesten van het bestuurlijk gebied South Kesteven in het Engelse graafschap Lincolnshire met 365 inwoners. De civil parish ontstond op 1 april 1931 door de samenvoeging van de dorpen Westborough en Dry Doddington.